# Scorpaena pascuensis
Scorpaena pascuensis är en fiskart som beskrevs av William N. Eschmeyer och Allen, 1971. Scorpaena pascuensis ingår i släktet Scorpaena och familjen Scorpaenidae. Inga underarter finns listade i Catalogue of Life.